# Белур Кришнамачар Сундарараџа Ајенгар
Белур Кришнамачар Сундарараџа Ајенгар (енгл. Bellur Krishnamachar Sundararaja Iyengar; Карнатака, 14. децембар 1918 — Пуна, 20. август 2014) био је оснивач стила јоге познат као "Ајенгар јога" и сматра се једним од најистакнутијих инструктора јоге у свету. Био је аутор многих књига о јоги и филозофији, укључујући "Светлост на јоги", "Светлост на живот" итд. Ајенгар је био један од првих ученика Тирумалаију Кришнамачарају, који се често назива оцем модерне јоге. Он је заслужан за популаризацију јоге прво у Индији потом и широм света.
Ајенгар је именован за једног од 100 најутицајнијих људи на свету од стране магазина "Тајм".

## Детињство
Б. К. С. Ајенгар рођен је у сиромашној породици У Белуру, Колар округу, Карнатака, Индија. Он је био 11. од 13 деце (од којих је 10 преживело). Када је имао пет година његова породица се преселила у Бангалору, а у року од четири године његов отац је умро од Апендицитиса (запаљење слепог црева). У родном селу Белуру владала је пандемија грипа у тренутку његовог рођења, остављајући га болесним и слабим. Током детињства, он се борио са маларијом, туберкулозом, тифусом и општом неухрањеношћу. "Моје руке су биле танке, ноге су ми биле дуге и танке, и мој стомак је био испупчен на незграпан начин", написао је он. "Моја глава је висела, и усправљао сам је са великим напором."

## Међународно признање
Године 1952. Ајенгар се упознао и спријатељио са чувеним виолинистом Јехудином Менухином који му је помогао да оде у Европу и подучава јогу У Енглеској, Швајцарској и Француској и другим земљама. Велики број људи са Запада упознало се са праксом јоге. Јога је постепено стекла већу популарност на Западу, што је велика заслуга Ајенгара.
Године 1966. објављена је Ајенгарова књига Светлост на јоги, која је постала међународни бестселер и преведена је на 17 језика. Ова књига, која се често назива Библија јоге, одиграла је кључну улогу у чињеници да је јога постала позната широм света. Затим, Ајенгар је написао књигу по пранајами и другим аспектима јоге филозофије. Све у свему, Ајенгар је аутор 14 књиге.
Године 1975, Ајенгар је отворио Рамамани Ајенгар Спомен Институт јоге у Пуни, у знак сећања на његову покојну жену. Он се званично повукао из наставе 1984. али је наставио да буде активан у свету Ајенгар јоге, учећи специјална одељења, предавањима и писању књига. Ајенгарова ћерка, Гета, и син, Прасхант, стекли су међународно признање као наставници.
У 2005. години, Ајенгар је посетио Сједињене Америчке Државе да промовише своју најновију књигу, Светлост на живот, и да одржи посебну радионицу на Јога Журнал конференцији у Естиз Парку, Колорадо. 3. октобар 2005. године проглашен је за БКСАјенгар Дан од стране супервизора из Сан Франциска. Антрополог Јозеф С. са Универзитет Алтер у Питсбургу је изјавио: "Ајенгар је далеко имао највећи утицај на глобалном ширењу јоге". У јуну 2011. године, он је представљен у спомен печату издатом у његову част од стране Пекиншког издаваштва Кина Пост. Сада постоји више од тридесет хиљада Ајенгар јога ученика у 57 градова у Кини.
Именица "Ајенгар" је дефинисана у Оксфорд Речнику као "једна врста Хатха Јоге која се фокусира на исправном усклађивању тела, користећи се тракама, дрвеним коцкама, и другим предметима, као помагала у постизању исправног положаја.
Дана 14. децембра 2015. године, што би био Ајенгаров 97. рођендан, он је почаствован са Гугл Дудл. Он је приказан у Индији, Северној Америци, и већем делу Европе, Русије и Индонезије.

## Филантропија и активизам
Ајенгар је подржао очување природе, наводећи да је важно да се сачувају све животиње и птице. Он је донирао 2 милиона рупија Камарајендра зоолошком врту, Мисоре, за коју се мисли да је највећа донација од стране појединца било ком зоолошком врту у Индији. Он је такође усвојио младунче тигра у знак сећања на његову супругу Рамамани, која је умрла 1973. године.
Ајенгар је учествовао у промовисању свести о Мултипла склерози са Пунском организацијом Мултипла склерозе друштва Индије.
Најважнији Ајенгаров добротворни пројекат су донације селу у коме је рођен, Белуру, у Колар округу, Карнатака. Кроз фонда који је основан, водио је трансформацију села, подржавајући низ добротворних активности тамо. Он је саградио болницу, Индијски први храм посвећен мудрацу Патанђалију, бесплатну школу која снабдева униформама, књигама и топлим оброцима за децу у Белуру и околним селима, средњих школа и колеџа.

## Приступ настави
Ајенгар је привукао своје ученике, нудећи им управо оно што су тражили - тенденцију да буду физички издржљиви и флексибилни. Он је водио демонстрације, а касније, када је у саобраћајној несрећи изместио кичму, почео је истраживање о употреби реквизита за помоћ особама са инвалидитетом да вежбају јогу. Он је покренуо инспирацију од Хинду божанства, као што су јога Нарасимха и причама о коришћењу дрвећа као помагала у јоги и држању тела.

## Породица
Године 1943. Ајенгар се оженио са Рамамани. Он је рекао о њиховом браку: "Живели смо без сукоба, као да наше две душе су једно." Заједно су подигли пет кћери и сина. Рамамани Ајенгар је умрла у у 46. години живота, а Ајенгар именовао свој институт јоге, Рамамани Ајенгар, у знак сећања на њу.
Ајенгарова најстарија кћерка Гета и син Прасхант су постали међународно познати професори у сопственом праву. Друга деца су Ванита, Сунита, Сукита и Савита. Гета Ајенгар је аутор Јоге: Прави драгуљ за жене(2002), а Прасхант је аутор неколико књига укључујући Класу после Класе, Јога, интегрисана наука(1998) и Јога у новом миленијуму(2008).

## Смрт
Ајенгар је умро 20. августа 2014, године у Пуни, од отказивања срца и бубрега, у 95. години живота. Оставио је за собом 5 кћерки и сина.